# Donna Jo Napoli
Donna Jo Napoli (* 28. Februar 1948 in Miami) ist eine US-amerikanische Professorin für Linguistik und Autorin von Kinder- und Jugendliteratur.

## Leben
Napoli studierte Sprachwissenschaft, Allgemeine Linguistik, italienische Literatur und Mathematik. An der Harvard University legte sie 1970 den Bachelor-Abschluss in Mathematik ab, erhielt 1971 den MA in italienischer Literatur und erwarb 1973 den Ph.D. in Sprachwissenschaft. Nach verschiedenen Lehrtätigkeiten war sie von 1980 bis 1987 an der University of Michigan tätig, wo sie 1984 zum Ordentlichen (Full) Professor ernannt wurde. Seit 1987 lehrt sie als Professorin für Linguistik am Swarthmore College in Philadelphia, wo sie auch Kurse für kreatives Schreiben anbietet.
Neben zahlreichen Veröffentlichungen in ihrem Fachgebiet schreibt sie Kinder- und Jugendbücher, Kurzgeschichten, Lyrik und Essays. Für ihre erfolgreichen Kinder- und Jugendbücher erhielt sie eine Reihe von Auszeichnungen. Viele ihrer Bücher wurden in mehrere Sprachen übersetzt, einige sind auch auf Deutsch erschienen.
Napoli, deren Vorfahren aus Venedig stammen, hat selbst fünf Kinder und lebt mit ihrer Familie in Swarthmore, USA.

## Auszeichnungen
- 2002 Goldener Lufti für „Flucht nach Venedig“
- 2004 LesePeter des Monats Juni für „Donata, Tochter Venedigs“[1]

## Werke in deutscher Sprache
- Das geheimnisvolle Lächeln. Fischer Schatzinsel
- Donata, Tochter Venedigs.  (Originaltitel: Daughter of Venice). Fischer-Tb, Frankfurt 2006, ISBN 978-3-596-80438-2
- Nach Norden. Alvins Abenteuer bei den Inuit. (Originaltitel: North). Hanser, München 2006, ISBN 978-3-446-20645-8
- Nur 3 Tage. (Originaltitel: Three days). Carlsen, Hamburg 2005, ISBN 3-551-58125-8
- Als Papa das Klavier mitnahm. (Originaltitel: Changing tunes).  dtv, München 2004, ISBN 3-423-62165-6
- Flucht nach Venedig. (Originaltitel: Stones in water). dtv, München 2003, ISBN 3-423-62126-5
- Das Hasenwunder. Die Geschichte von Laurel und Mümmel. (Originaltitel: The bravest thing). Beltz und Gelberg, Weinheim 2002, ISBN 3-407-78546-1
- Im Zauberkreis. (Originaltitel: The magic circle). Sauerländer, Aarau 1996, ISBN 3-7941-4101-6
- Der Prinz vom Teich. Sauerländer, Aarau 1996, ISBN 3-7941-3833-3